# Undfallenhetslinjen
Undfallenhetslinjen var i Finland en pragmatisk politisk riktning som företräddes av Finska partiet under de så kallade ofärdsåren i början av 1900-talet.
Genom att efterkomma de ryska kraven skulle man bevara så mycket som möjligt av Finlands autonomi och framförallt behålla de finska statstjänsterna för landets egna män. Detta kunde väl – och borde också – ske under protest, men den ordervägran som det passiva motståndet byggde på skulle undvikas för att inte riskera massuppsägningar och tjänstemannakårens sammanbrott. Hur långt undfallenhetslinjen kunde föras, bestämdes däremot aldrig exakt. Undfallenhetslinjen medförde den definitiva brytningen med Ungfinska partiet och med tiden även spänningar i de egna leden, bland de så kallade gammalfinnarna.
Undfallenhetslinjen hade en utpräglat realpolitisk grund – insikten om det ojämna styrkeförhållandet mellan Finland och Ryssland – men innehöll även vissa ideologiska element. Redan Johan Vilhelm Snellman hade mycket klart insett att Finlands politiska särställning bäst upprätthölls av en oförminskad autokrati i Ryssland och av raka, förtroendefulla och lojala band mellan monarken och hans finska folk. 
Som politiskt program formades undfallenhetslinjen 1891 av Yrjö Sakari Yrjö-Koskinen i skriften Mitä nykyinen asema vaatii? Tillsammans med dåvarande ministerstatssekreteraren Woldemar Carl von Daehn försökte han redan på förhand avstyra konflikten med Ryssland. Då detta inte lyckades, lämnade von Daehn sin post. Utifrån sin idealistiska historiefilosofi ansåg Yrjö-Koskinen däremot det vara viktigast att en nationell finsk anda kunde fortsätta att gro i landet, eftersom all positiv rätt ändå var föränderlig. Då skulle även landets politiska ställning vid tillfälle kunna rekonstrueras. Därför ansåg han också att kampen mot svenskans ställning i Finland inte fick uppges under det yttre trycket från ryskan. 
En nästan rent realpolitisk tolkning av undfallenhetslinjen som följaktligen också var betydligt försonligare i språkfrågan, förespråkades av Richard Danielson-Kalmari bland annat i pamfletten Mihin suuntaan? (1901), liksom även av Ernst Gustaf Palmén och Agathon Meurman. 
Prästerskapets breda stöd för undfallenhetslinjen följde säkert för sin del den traditionella lutherska läran om hörsamheten inför överheten. Fastän Yrjö-Koskinen själv lämnade senaten efter promulgeringen av februarimanifestet, fortsatte den så kallade undfallenhetssenaten fram till storstrejken 1905, då de konstitutionella övertog styrelsen. När det ryska trycket igen tilltog, inträdde 1908 också gammalfinnarna i Edvard Hjelts borgerliga koalitionssenat. De stannade dessutom på sina poster även sedan de övriga senatorerna hade avgått, men lämnade själva senaten i samband med frågan om militärmiljonerna på hösten 1909. Inför de långtgående ryska kraven som lantdagen dessutom resolut avvisade, fann nu även de flesta gammalfinnar att undfallenhetslinjen spelat ut sin roll. Särskilt Lauri Ingman och Kaarle Nestor Rantakari ville i lantdagen fortsätta det borgerliga samarbetet mot den ryska politiken. Partihögern med Daniel Woldemar Åkerman och Yrjö-Koskinens två söner i spetsen hade dock ogärna övergivit dennes linje. 
Eftersom undfallenhetslinjen verkade ha mist sin politiska betydelse redan före första världskriget, förbisågs den även i den historiska forskningen. Först Juho Kusti Paasikivis postumt utgivna memoarer och de likheter som kunde ses mellan undfallenhetslinjen och Finlands utrikespolitik efter andra världskriget medförde en omvärdering av undfallenhetslinjen i forskningen på 1960-talet.